# Casa de muñecos
Casa de muñecos es una telenovela chilena transmitida por Mega desde el 20 de agosto de 2018 hasta el 11 de marzo de 2019. Es protagonizada por Gabriela Hernández y Héctor Noguera, junto a un reparto coral encabezado por Sigrid Alegría, Luz Valdivieso, Celine Reymond, Daniela Ramírez, Paulo Brunetti, Alejandro Goic y Diego Muñoz.

## Argumento
Nora Elizalde (Gabriela Hernández), una mujer de setenta y cinco años, comienza a tener problemas con su memoria. Primero olvida las llaves, después los números de la clave del cajero hasta llegar a no recordar importantes pasajes de su vida, lo que la lleva a entender que enfrenta Alzheimer y que poco puede hacer. Es entonces cuando determina no revelar su gran secreto, decide separarse tras cincuenta años de matrimonio y comenzar a vivir plenamente el tiempo que le quede de lucidez.
Como ocurre en estos casos, la enfermedad también afectará a todo su entorno. Por lo mismo la decisión de Nora provocará un caos desastroso en el mundo aparentemente perfecto de su marido Sergio Falco (Héctor Noguera), y hará un cambio importante en las vidas de sus cuatro hijas, Leonor (Sigrid Alegría), Mónica (Luz Valdivieso), Isabella (Celine Reymond) y Alejandra (Daniela Ramírez), quienes empezarán a cuestionarse la aparente felicidad y estabilidad en que viven.

## Reparto
- Gabriela Hernández como Nora Elizalde.
- Héctor Noguera como Sergio Falco.
- Sigrid Alegría como Leonor Falco.
- Luz Valdivieso como Mónica Falco.
- Celine Reymond como Isabella Falco.
- Daniela Ramírez como Alejandra Falco.
- Paulo Brunetti como Octavio Sepúlveda.
- Alejandro Goic como Federico Andrade.
- Álvaro Morales como José Luis Hurtado.
- Diego Muñoz como Santiago Balladares.
- Cristián Riquelme como Rodrigo Hormazábal.
- Santiago Meneghello como Mauro Torres.
- Amalia Kassai como Almendra Sepúlveda.
- Ignacio Massa como Matías Andrade Falco.
- Catalina Stuardo como Ágata Balladares Falco.
- Clemente Rodríguez como Julián Hurtado.
- Antonia Mujica como Constanza Hurtado .
- Emilia Echavarría como Fabiola Valdivia.
- Sebastián Sarralde como Sebastián Balladares.
- Hellen Mrugalski como Natalia Hormazábal.
- Teresa Münchmeyer como Gracia Galindo.
- Pelusa Troncoso como Jazmín Quispe.
- Jaime Vadell como Rodolfo Marín.
- Coca Rudolphy como Pochi Peralta.
- Julio Jung Duvauchelle como Patricio Aliaga.
- Ingrid Isensee como Susana Estévez.
- Muriel Martin como Claudia.
- Diego Gougain como Polo.
- Camila Leyva como Martita Rojas.
- Luz María Yacometti como Lucy Tapia.

## Premios y nominaciones
| Año  | Premio           | Categoría                | Nominado                | Resultado |
| ---- | ---------------- | ------------------------ | ----------------------- | --------- |
| 2018 | Copihue de Oro   |                          |                         |           |
| 2018 | Copihue de Oro   | Mejor serie o teleserie  | Mejor serie o teleserie | Nominada  |
| 2018 | Copihue de Oro   | Mejor actriz             | Gabriela Hernández      | Ganadora  |
| 2019 | Premios Caleuche | Mejor actriz protagónica | Luz Valdivieso          | Nominada  |

## Retransmisiones
Casa de muñecos fue retransmitida desde el 8 de noviembre de 2022 hasta el 3 de mayo de 2023 a las 16:20 horas, y posteriormente, a las 17:30 horas.

## Emisión internacional
- Teledoce
- Mega TV
- Telemix Internacional[3]